# Embalse de Benagéber
El embalse o presa de Benagéber, se encuentra situado en el río Turia, en el municipio del mismo nombre, en la provincia de Valencia, Comunidad Valenciana, España.
Este se encuentra a 7 kilómetros del casco urbano, tiene la capacidad para almacenar 228 millones de metros cúbicos. La altura es de 110 metros sobre cimientos y 90 sobre el cauce del río. La anchura en su coronación es de 10,50 metros. La longitud del túnel de desvío es de 492 metros y la superficie de la cuenca suma un total de 4.200 kilómetros cuadrados.
Desde 1955 ha demostrado que facilita el abastecimiento de agua a Valencia, al mismo tiempo que el riego en zonas extensas como Camp de Túria y L'Horta. 

## Historia
Benagéber es un pueblo de reducidas dimensiones el cual cuenta con 180 habitantes, según los últimos datos, de entre 70 y 80 años. Este posee tres pedanías: la Aldea de Nieva, un terreno que solía estar cubierto de nieve y el cual conforma el núcleo de lo que es el actual pueblo de Benagéber; el poblado de las Colonias y el del Pantano, antiguas viviendas que hoy en día se usan como segunda residencia y que anteriormente pertenecieron a lis trabajadores de la Confederación y de la antigua Fábrica de Cemento de Portolés y Cía, la cual estuvo activa entre los años cuarenta y sesenta.
Años más tarde, José Marqués, un ingeniero de caminos natural de Liria, inició el proyecto del embalse porque estaba  interesado en la regulación de los caudales del Turia y en la derivación de sobrantes para crear una zona de riego en el llano de Casinos-Llíria. Fue incluido en el Plan de Obras Hidráulicas de 1912. En 1931 la Dirección General de Obras Hidráulicas aprobó su construcción y el proyecto fue encargado a Fausto Elío y Torres. Diversas discrepancias entre la dirección general y el ingeniero de caminos motivaron el encargo de un nuevo proyecto a Carlos Dicenta, finalmente aprobado. Durante la Segunda República fue bautizado como «embalse de Blasco Ibáñez». Las obras fueron inauguradas en 1933 por Niceto Alcalá-Zamora, Manuel Azaña e Indalecio Prieto, pero se paralizaron durante la guerra. En 1940, se reanudaron los trabajos mediante el establecimiento del Destacamento Penitenciario de Benagéber, dando así oportunidad a presos republicanos para redimir sus penas. La construcción concluyó en el año 1955, rebautizándose como «embalse del Generalísimo». Fue la presa más alta de España con sus 105 metros  y se reunieron a vecinos del mismo pueblo y presos políticos para participar en las tareas más duras de la construcción. El actual embalse de Benagéber ocupa 722 ha, con una capacidad máxima de 221 hm³. Tiene una presa de gravedad y un aliviadero tipo Morning-Glory y de él parte el canal Campos del Turia, que abastece una importante zona regable entre los términos de Casinos y Bétera.
La inundación del pantano provocó el abandono del pueblo de Benagéber, cuyos habitantes tuvieron que desplazarse a un nuevo núcleo construido a pocos kilómetros del embalse, que conserva el nombre de Benagéber, y a otros dos edificados más cercanos a Valencia, San Antonio de Benagéber y San Isidro de Benagéber. Familias enteras, vecinos y amigos quedaron separados para siempre entre estos tres núcleos. 
En el mismo año, se inició la construcción de una fábrica de cemento situada justo al lado del embalse. La empresa que se encargó de su construcción fue Portolés y Cía, formada por Carlos Portolés, coronel del estado mayor y Joaquín Gallego , ingeniero.
El pantano pertenece a la Confederación Hidrográfica del Júcar y es utilizado para diversas actividades recreativas, existiendo una reserva natural de animales en una de sus penínsulas con una extensión de 365 ha, la reserva de Valdeserrillas.